# Sjuntorp
Sjuntorp is een plaats in de gemeente Trollhättan in het landschap Västergötland en de provincie Västra Götalands län in Zweden. De plaats heeft 2132 inwoners (2005) en een oppervlakte van 242 hectare.